# Radiata
Radiata je takson, ki so ga nekoč uporabljali za klasifikacijo živali z radialno simetričnim (zvezdasto somernim) telesom. Danes se v taksonomiji Radiata ne uporablja več, ker je bilo ugotovljeno, da v skladu z moderno filogenijo pripadajoče živali ne tvorijo naravne, monofiletske skupine ali klada. Podobnosti, na podlagi katerih so nekdanji prirodoslovci in biologi uvrščali živali v takson Radiata, se v sodobni znanosti obravnavajo predvsem kot posledica konvergentne evolucije, delež pa naj bi k tovrstni klasifikaciji pripomogle tudi raziskovalne napake. Zaradi omenjenega se dandanes Radiata uporablja le še pri obravnavanju zgodovine taksonomije.

## Zgodovinski pregled
V začetku 19. stoletja je francoski naravoslovec Georges Cuvier rebrače (Ctenophora) in ožigalkarje (Cnidaria) združil v skupino Radiata, ki jo je poimenoval zoophytes (slovensko zoofiti). Kasneje, v 20. stoletju (1983), se je z radialno simetričnimi živalmi ponovno ukvarjal angleški profesor evolucijske biologije, ki je vnovič opredelil takson Radiata in mu pripisal taksonomsko kategorijo podkraljestva. V Radiata je uvrstil rebrače, ožigalkarje in skupini Myxozoa ter Placozoa. V svojem delu Pet kraljestev (Five kingdoms), ki se je posvečalo tudi taksonomiji živali, sta biologinji Lynn Margulis in Karlene V. Schwartz v Radiata postavili zgolj rebrače in ožigalkarje. Precej podoben je takson Coelenterata, ki je bil nekoč pogosto v uporabi, in v katerega so prav tako spadale zgolj rebrače ter ožigalkarji.
V spodnji tabeli je zgodovinski pregled obravnave taksona Radiata.
| Avtor                 | Delo | Letnica | Ime skupine                                            | Vključeni taksoni | Taksonomska kategorija |
| --------------------- | --- | ------- | ------------------------------------------------------ | --- | --- |
| Cuvier                | Le Règne Animal (Kraljestvo živali) | 1817    | Zoophytes (zoofiti), v angleških prevodih tudi Radiata | Échinodermes (iglokožci), Intestinaux (parazitski črvi), Acalèphes (Ctenophora ali rebrače), Polypes (Cnidaria ali ožigalkarji), Infusoires (raznoliki enocelični organizmi, kot so denimo praživali in evglenofiti) | Embranchement ali veja (taksonomska kategorija, podobna deblu, ki si jo je zamislil Cuvier). Zoofiti naj bi po Cuvierju predstavljali eno izmed štirih vej živali. |
| Cavalier-Smith        | "A 6-kingdom classification and a unified phylogeny" (Klasifikacija šestih kraljestev in enotna filogenija)                             | 1983    | Radiata                                                | Myxozoa, Placozoa, Cnidaria (ožigalkarji), Ctenophora (rebrače) | Podkraljestvo |
| Margulis, Schwartz    | Five Kingdoms (Pet kraljestev) | 1988    | Radiata                                                | Cnidaria (ožigalkarji), Ctenophora (rebrače) | Podkraljestvo |
| Philippe in sodelavci | "Phylogenomics Revives Traditional Views on Deep Animal Relationships" (Filogenomika obuja tradicionalne poglede na odnose med živalmi) | 2009    | Coelenterata                                           | Cnidaria (ožigalkarji), Ctenophora (rebrače) | Klad (predlagano) |

## Problematika
Med najbolje poznane določevalne znake, ki so specifične živali opredeljevali kot pripadnike skupine Radiata, spada radialna simetrija, ki pa ima svoje omejitve. Problem se je pojavil predvsem pri iglokožcih (Echinodermata), ki kot odrasle živali izkazujejo dobro vidno radialno simetrijo, medtem ko so njihove ličinke razločno bilateralno simetrične (dvobočno somerne). Predvideva se, da naj bi se radialna simetrija pri odraslih iglokožcih pojavila drugotno, zaradi česar se jih običajno uvršča v takson Bilateria, kamor spadajo tudi druge bilateralno simetrične živali. Določene značilnosti bilateralne simetrije kažejo rebrače, ki naj bi imele tako imenovano biradialno simetrijo, ki jo definirajo morfološke značilnosti tako radialne kot tudi bilateralne simetrije. Biradialne organizme je namreč mogoče na enake dele razdeliti zgolj s pomočjo dveh simetrijskih linij, medtem ko so radialni organizmi sestavljeni iz veliko enakih enot, ki jih ustvari več simetrijskih linij.
Tudi med ožigalkarji najdemo nekatere izjeme, ki ne izkazujejo značilne zvezdaste somernosti. Takšni so na primer nekateri koralnjaki (Anthozoa), katerih telo je karakteristično dvobočno somerno. Predlagano je bilo, da naj bi se bilateralna simetrija razvila pred razvejitvijo veje ožigalkarjev in pripadnikov Bilateria. Tako naj bi bila med ožigalkarji prvotno razširjena dvobočna somernost, medtem ko naj bi zvezdasto somerni ožigalkarji to lastnost pridobili drugotno.